# Fujiwara-kyō
Pour les articles homonymes, voir Fujiwara (homonyme).
Fujiwara-kyō (藤原京) est la capitale impériale du Japon pendant seize ans, entre 694 et 710, à l'époque d'Asuka. Elle se trouve dans la province de Yamato (actuelle Kashihara dans la préfecture de Nara), ayant été déplacée de la proche Asuka-kyō. L’appellation « Fujiwara-kyō » a été forgée plus tard. À cette époque, le Nihon Shoki utilise « Aramashi-kyō » (新益京) pour désigner la nouvelle capitale. Mais la quatrième année du règne de l'impératrice Jitô (690), il fait état d'une visite de la ville en construction et le palais est appelé « Fujiwara no miya », ce qui donnera plus tard le nom de  Fujiwara-kyō. 

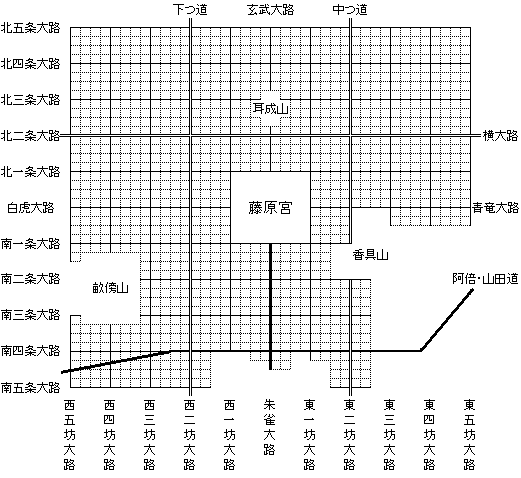
Plan hippodamien de la ville de Fujiwara-kyō.

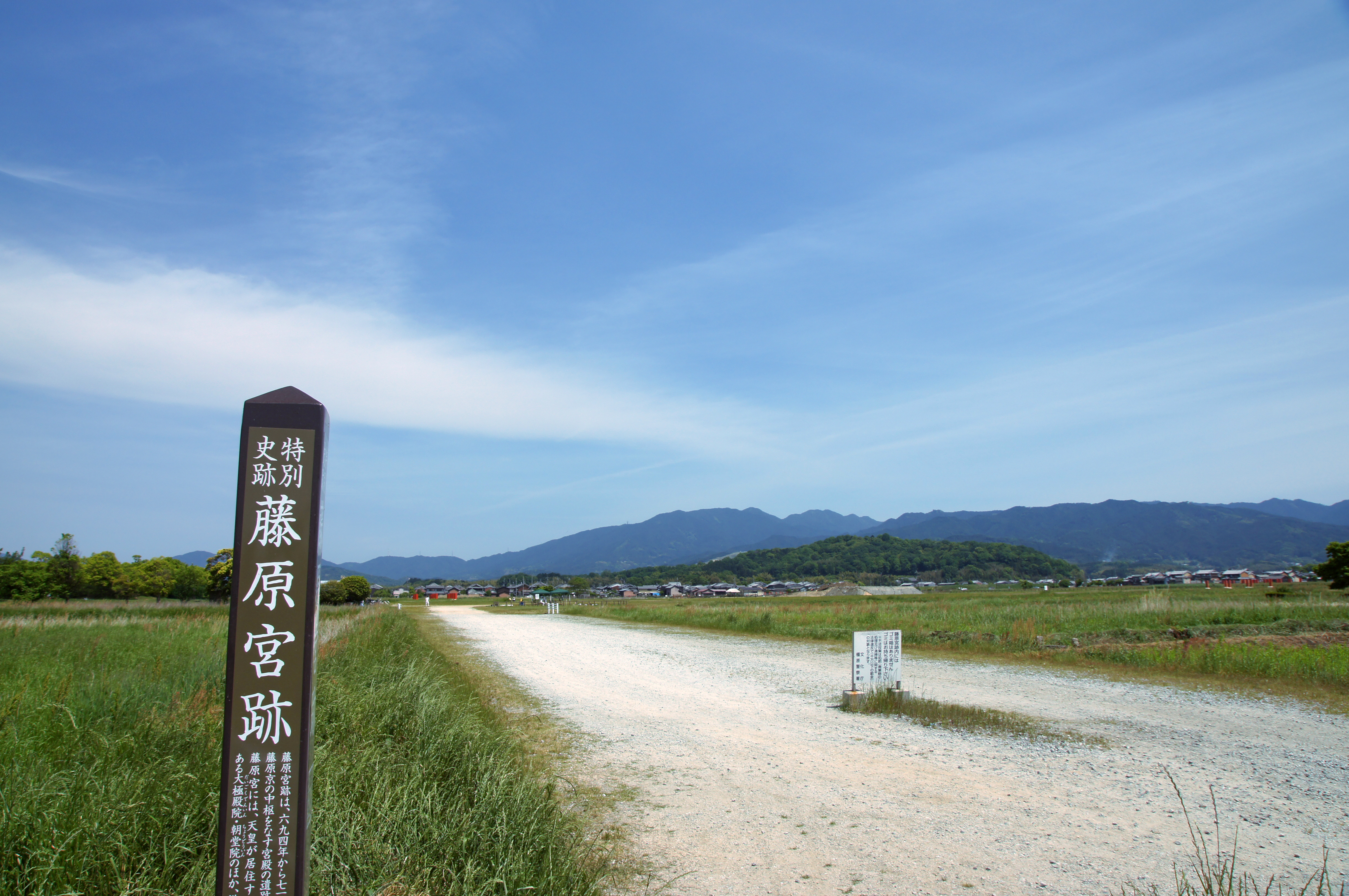
Ruines de Fujiwara-kyō.

En 2006, les fouilles en cours révèlent une construction sur le site de Fujiwara-kyō dès 682, vers la fin du règne de l'empereur Tenmu. Après une brève halte à la mort de l'empereur Tenmu, la construction reprend sous le règne de l'impératrice Jitō, qui déménage officiellement la capitale en 694. Fujiwara-kyō demeure la capitale pendant les règnes de l'empereur Monmu et de l'impératrice Genmei, mais en 710 la cour impériale s'installe au palais Heijō à Nara, marquant ainsi le début de époque de Nara.

## Histoire
Fujiwara est la première capitale du Japon construite selon un motif en grille sur le modèle chinois (条坊制, jōbō-sei) ; des fouilles récentes ont révélé que la ville couvre une superficie d'environ 5 km, beaucoup plus grande qu'on ne le pensait jusqu'alors,. Le palais, qui occupe une parcelle de 1 km2, est entouré par des murs d'environ 5 m de haut. Chaque mur possède trois portes. La porte principale, suzakumon, se trouve au centre de la muraille méridionale. Le daigokuden (大极殿) et d'autres bâtiments du palais comptent parmi les premiers bâtiments non bouddhiques à avoir disposé d'un toit de tuiles dans le style chinois.
La zone est précédemment le domaine du clan Nakatomi qui supervise l'observation des rituels et cérémonies shinto au nom de la cour impériale. La ville brûle en 711, un an après le transfert du palais impérial à Nara, et n'est pas reconstruite. Les fouilles archéologiques commencent en 1934 et certaines parties du palais sont reconstruites. Près de 10 000 tablettes de bois, appelées mokkan, sont mises au jour, portant des caractères chinois.
Ce waka, composé par l'impératrice Jitō, et qui décrit Fujiwara en été, fait partie de la célèbre anthologie Man'yōshū : 

« 春過ぎて 夏きたるらし 白妙の 衣ほしたり 天の香具山 / Haru sugite	natsu kitaru rashi	shirotahe no	koromo hoshitari	ama no Kaguyama »

— Jitō, Man'yōshū, 28

« On dirait que le printemps a passé et que l'été est arrivé :  des vêtements de blanche étoffe sont mis à sécher — célèste mont Kaguyama. »

Une variante textuelle existe dans le Shin kokin wakashū et le Hyakunin isshu :

« 春すぎて夏来にけらし白妙の衣ほすてふ天の香具山 / Haru sugite natsu ki ni kerashi shirotahe no komoro hosu tehu ama no Kaguyama »

— Jitō, Shin kokin wakashū

## Source de la traduction
- (en) Cet article est partiellement ou en totalité issu de l’article de Wikipédia en anglais intitulé « Fujiwara-kyō » (voir la liste des auteurs).